# Ryssbält-Lillträsket
Ryssbält-Lillträsket är en sjö i Kalix kommun i Norrbotten och ingår i Kalixälven-Töreälvens kustområde.